# EuroLeague
De Turkish Airlines EuroLeague (officieel ULEB Turkish Airlines EuroLeague) is de hoogste professionele basketbalcompetitie in Europa voor herenteams waarvan de winnaar zich Europees clubkampioen mag noemen. 

## Geschiedenis
In tegenstelling tot de EuroLeague Women wordt de competitie georganiseerd door ULEB in plaats van FIBA Europe. Sinds 1988 spelen de beste vier ploegen van het seizoen in één weekend de eindronde. Ze spelen in een van tevoren aangewezen speelstad. De EuroLeague titel is gewonnen door 22 verschillende clubs, 14 clubs hebben die titel vaker gewonnen. De meest succesvolle club is Real Madrid, met 11 titels. 
Als een reactie op de Russische invasie van Oekraïne in 2022, werden de Russische clubs, CSKA Moskou, Zenit Sint-Petersburg en UNICS Kazan in februari 2022 uit de competitie gezet. In 2025 werd de final-four voor het eerst buiten Europa gehouden. Ze speelde in Abu Dhabi in de Verenigde Arabische Emiraten.

## Teams
Op dit moment zijn elf van de achttien club zeker van deelnamen aan de EuroLeague vanwege een langlopende licentie. Dit zijn:
| - Anadolu Efes - Saski Baskonia - CSKA Moskou - FC Barcelona | - Fenerbahçe - Maccabi Tel Aviv - Olimpia Milano - Olympiakos Piraeus | - Panathinaikos - Real Madrid - Žalgiris Kaunas |

## Verschillende namen voor het toernooi
- 1958 tot 1991 - FIBA European Champions Cup
- 1991 tot 1996 - FIBA European League (FIBA Euro League)
- 1996 tot 2000 - FIBA EuroLeague
- 2000 tot 2001 - FIBA SuproLeague
- 2000 tot 2016 - Euroleague
- 2016 tot heden - EuroLeague (vanaf 2010: Turkish Airlines EuroLeague)

## Winnaars
| Jaar  | Plaats          | Winnaar                                                                     | Uitslag                                                                     | Tegenstander                                                                |                                                                             | 3e                                                                          | Uitslag                                                                     | 4e                                                                          |
| ----- | --------------- | --------------------------------------------------------------------------- | --------------------------------------------------------------------------- | --------------------------------------------------------------------------- | --------------------------------------------------------------------------- | --------------------------------------------------------------------------- | --------------------------------------------------------------------------- | --------------------------------------------------------------------------- |
| 1958  | -               | SKA Riga                                                                    | 170 - 152 (86-81 / 71-84)                                                   | Akademik Sofia                                                              | Real Madrid Budapesti Honvéd                                                | Real Madrid Budapesti Honvéd                                                | Real Madrid Budapesti Honvéd                                                |                                                                             |
| 1959  | -               | SKA Riga                                                                    | 148 - 125 (79-58 / 67-69)                                                   | Akademik Sofia                                                              | KKS Lech Poznań OKK Belgrado                                                | KKS Lech Poznań OKK Belgrado                                                | KKS Lech Poznań OKK Belgrado                                                |                                                                             |
| 1960  | -               | SKA Riga                                                                    | 130 - 113 (51-61 / 69-62)                                                   | Dinamo Tbilisi                                                              | Slovan Orbis Praag MKS Polonia Warschau                                     | Slovan Orbis Praag MKS Polonia Warschau                                     | Slovan Orbis Praag MKS Polonia Warschau                                     |                                                                             |
| 1961  | -               | CSKA Moskou                                                                 | 148 - 128 (87-62 / 66-61)                                                   | SKA Riga                                                                    | Steaua Boekarest Real Madrid                                                | Steaua Boekarest Real Madrid                                                | Steaua Boekarest Real Madrid                                                |                                                                             |
| 1962  | Genève          | Dinamo Tbilisi                                                              | 90 - 83                                                                     | Real Madrid                                                                 | CSKA Moskou AŠK Olimpija Ljubljana                                          | CSKA Moskou AŠK Olimpija Ljubljana                                          | CSKA Moskou AŠK Olimpija Ljubljana                                          |                                                                             |
| 1963  | -               | CSKA Moskou                                                                 | 259 - 240 (86-69 / 91-74 / 99-80)                                           | Real Madrid                                                                 | Dinamo Tbilisi TJ Spartak ZJŠ Brno                                          | Dinamo Tbilisi TJ Spartak ZJŠ Brno                                          | Dinamo Tbilisi TJ Spartak ZJŠ Brno                                          |                                                                             |
| 1964  | -               | Real Madrid                                                                 | 183 - 174 (110-99 / 84-64)                                                  | TJ Spartak ZJŠ Brno                                                         | Simmenthal Milano OKK Belgrado                                              | Simmenthal Milano OKK Belgrado                                              | Simmenthal Milano OKK Belgrado                                              |                                                                             |
| 1965  | -               | Real Madrid                                                                 | 157 - 150 (88-81 / 76-62)                                                   | CSKA Moskou                                                                 | OKK Belgrado Ignis Varese                                                   | OKK Belgrado Ignis Varese                                                   | OKK Belgrado Ignis Varese                                                   |                                                                             |
| 1966  | Bologna         | Simmenthal Milano                                                           | 77 - 72                                                                     | Slavia VŠ Praag                                                             | CSKA Moskou                                                                 | 85 - 62                                                                     | AEK Athene                                                                  |                                                                             |
| 1967  | Madrid          | Real Madrid                                                                 | 91 - 83                                                                     | Simmenthal Milano                                                           | AŠK Olimpija Ljubljana                                                      | 88 - 83                                                                     | Slavia VŠ Praag                                                             |                                                                             |
| 1968  | Lyon            | Real Madrid                                                                 | 98 - 95                                                                     | TJ Spartak ZJŠ Brno                                                         | KK Zadar Simmenthal Milano                                                  | KK Zadar Simmenthal Milano                                                  | KK Zadar Simmenthal Milano                                                  |                                                                             |
| 1969  | Barcelona       | CSKA Moskou                                                                 | 103 - 99 (2xOT)                                                             | Real Madrid                                                                 | TJ Spartak ZJŠ Brno Standard Luik                                           | TJ Spartak ZJŠ Brno Standard Luik                                           | TJ Spartak ZJŠ Brno Standard Luik                                           |                                                                             |
| 1970  | Sarajevo        | Ignis Varese                                                                | 79 - 74                                                                     | CSKA Moskou                                                                 | Real Madrid Slavia VŠ Praag                                                 | Real Madrid Slavia VŠ Praag                                                 | Real Madrid Slavia VŠ Praag                                                 |                                                                             |
| 1971  | Antwerpen       | CSKA Moskou                                                                 | 67 - 53                                                                     | Ignis Varese                                                                | Slavia VŠ Praag Real Madrid                                                 | Slavia VŠ Praag Real Madrid                                                 | Slavia VŠ Praag Real Madrid                                                 |                                                                             |
| 1972  | Tel Aviv        | Ignis Varese                                                                | 70 - 69                                                                     | Jugoplastika Split                                                          | Panathinaikos Real Madrid                                                   | Panathinaikos Real Madrid                                                   | Panathinaikos Real Madrid                                                   |                                                                             |
| 1973  | Luik            | Ignis Varese                                                                | 71 - 66                                                                     | CSKA Moskou                                                                 | Simmenthal Milano Rode Ster Belgrado                                        | Simmenthal Milano Rode Ster Belgrado                                        | Simmenthal Milano Rode Ster Belgrado                                        |                                                                             |
| 1974  | Nantes          | Real Madrid                                                                 | 84 - 82                                                                     | Ignis Varese                                                                | AS Berck Radnički Belgrado                                                  | AS Berck Radnički Belgrado                                                  | AS Berck Radnički Belgrado                                                  |                                                                             |
| 1975  | Antwerpen       | Ignis Varese                                                                | 79 - 66                                                                     | Real Madrid                                                                 | AS Berck KK Zadar                                                           | AS Berck KK Zadar                                                           | AS Berck KK Zadar                                                           |                                                                             |
| 1976  | Genève          | Mobilgirgi Varese                                                           | 81 - 74                                                                     | Real Madrid                                                                 | Forst Cantù ASVEL Lyon-Villeurbanne                                         | Forst Cantù ASVEL Lyon-Villeurbanne                                         | Forst Cantù ASVEL Lyon-Villeurbanne                                         |                                                                             |
| 1977  | Belgrado        | Maccabi Elite Tel Aviv                                                      | 78 - 77                                                                     | Mobilgirgi Varese                                                           | CSKA Moskou                                                                 | groepsfase                                                                  | Real Madrid                                                                 |                                                                             |
| 1978  | München         | Real Madrid                                                                 | 75 - 67                                                                     | Mobilgirgi Varese                                                           | Maccabi Elite Tel Aviv                                                      | groepsfase                                                                  | ASVEL Lyon-Villeurbanne                                                     |                                                                             |
| 1979  | Grenoble        | Bosna Sarajevo                                                              | 96 - 93                                                                     | Emerson Varese                                                              | Maccabi Elite Tel Aviv                                                      | groepsfase                                                                  | Real Madrid                                                                 |                                                                             |
| 1980  | West-Berlijn    | Real Madrid                                                                 | 89 - 85                                                                     | Maccabi Elite Tel Aviv                                                      | Bosna Sarajevo                                                              | groepsfase                                                                  | Sinudyne Bologna                                                            |                                                                             |
| 1981  | Straatsburg     | Maccabi Elite Tel Aviv                                                      | 80 - 79                                                                     | Sinudyne Bologna                                                            | Nashua Den Bosch                                                            | groepsfase                                                                  | Bosna Sarajevo                                                              |                                                                             |
| 1982  | Keulen          | Squibb Cantù                                                                | 86 - 80                                                                     | Maccabi Elite Tel Aviv                                                      | KK Partizan                                                                 | groepsfase                                                                  | FC Barcelona                                                                |                                                                             |
| 1983  | Grenoble        | Ford Cantù                                                                  | 69 - 68                                                                     | Billy Milano                                                                | Real Madrid                                                                 | groepsfase                                                                  | CSKA Moskou                                                                 |                                                                             |
| 1984  | Genève          | Banco di Roma                                                               | 79 - 73                                                                     | FC Barcelona                                                                | Jollycolombani Cantù                                                        | groepsfase                                                                  | Bosna Sarajevo                                                              |                                                                             |
| 1985  | Athene          | Cibona Zagreb                                                               | 87 - 78                                                                     | Real Madrid                                                                 | Maccabi Elite Tel Aviv                                                      | groepsfase                                                                  | CSKA Moskou                                                                 |                                                                             |
| 1986  | Boedapest       | Cibona Zagreb                                                               | 94 - 82                                                                     | Žalgiris Kaunas                                                             | Simac Milano                                                                | groepsfase                                                                  | Real Madrid                                                                 |                                                                             |
| 1987  | Lausanne        | Tracer Milano                                                               | 71 - 69                                                                     | Maccabi Elite Tel Aviv                                                      | Élan béarnais Pau-Lacq-Orthez                                               | groepsfase                                                                  | KK Zadar                                                                    |                                                                             |
| 1988  | Gent            | Philips Milano                                                              | 90 - 84                                                                     | Maccabi Elite Tel Aviv                                                      | KK Partizan                                                                 | 105 - 93                                                                    | Aris BC                                                                     |                                                                             |
| 1989  | München         | Jugoplastika Split                                                          | 75 - 69                                                                     | Maccabi Elite Tel Aviv                                                      | Aris BC                                                                     | 88 - 71                                                                     | FC Barcelona                                                                |                                                                             |
| 1990  | Zaragoza        | Jugoplastika Split                                                          | 72 - 67                                                                     | FC Barcelona                                                                | Limoges CSP                                                                 | 103 - 91                                                                    | Aris BC                                                                     |                                                                             |
| 1991  | Parijs          | Pop 84 Split                                                                | 70 - 65                                                                     | FC Barcelona                                                                | Maccabi Elite Tel Aviv                                                      | 83 - 81                                                                     | Scavolini Pesaro                                                            |                                                                             |
| 1992  | Istanbul        | KK Partizan                                                                 | 71 - 70                                                                     | Montigalà Joventut Badalona                                                 | Philips Milano                                                              | 99 - 81                                                                     | Estudiantes Caja Postal Madrid                                              |                                                                             |
| 1993  | Athene          | Limoges CSP                                                                 | 59 - 55                                                                     | Benetton Treviso                                                            | PAOK Saloniki                                                               | 76 - 70                                                                     | Real Madrid Teka                                                            |                                                                             |
| 1994  | Tel Aviv        | 7Up Joventut Badalona                                                       | 59 - 57                                                                     | Olympiakos Piraeus                                                          | Panathinaikos                                                               | 100 - 83                                                                    | FC Barcelona Banca Catalana                                                 |                                                                             |
| 1995  | Zaragoza        | Real Madrid Teka                                                            | 73 - 61                                                                     | Olympiakos Piraeus                                                          | Panathinaikos                                                               | 91 - 77                                                                     | Limoges CSP                                                                 |                                                                             |
| 1996  | Parijs          | Panathinaikos                                                               | 67 - 66                                                                     | FC Barcelona Banca Catalana                                                 | CSKA Moskou                                                                 | 74 - 73                                                                     | Real Madrid Teka                                                            |                                                                             |
| 1997  | Rome            | Olympiakos Piraeus                                                          | 73 - 58                                                                     | FC Barcelona Banca Catalana                                                 | Smelt Olimpija Ljubljana                                                    | 86 - 79                                                                     | ASVEL Lyon-Villeurbanne                                                     |                                                                             |
| 1998  | Barcelona       | Kinder Bologna                                                              | 58 - 44                                                                     | AEK Athene                                                                  | Benetton Treviso                                                            | 96 - 89                                                                     | KK Partizan                                                                 |                                                                             |
| 1999  | München         | Žalgiris Kaunas                                                             | 82 - 74                                                                     | Kinder Bologna                                                              | Olympiakos Piraeus                                                          | 74 - 63                                                                     | Teamsystem Bologna                                                          |                                                                             |
| 2000  | Thessaloniki    | Panathinaikos                                                               | 73 - 67                                                                     | Maccabi Elite Tel Aviv                                                      | Efes Pilsen                                                                 | 75 - 69                                                                     | FC Barcelona                                                                |                                                                             |
| 2001  | Parijs          | Maccabi Elite Tel Aviv                                                      | 86 - 80                                                                     | Panathinaikos                                                               | Efes Pilsen                                                                 | 91 - 85                                                                     | CSKA Moskou                                                                 |                                                                             |
| 2001¹ | -               | Kinder Bologna                                                              | 3 - 2 (65-78 / 94-73 / 60-80 96-79 / 82-74)                                 | Tau Cerámica Vítoria                                                        | Paf Wennington Bologna AEK Athene                                           | Paf Wennington Bologna AEK Athene                                           | Paf Wennington Bologna AEK Athene                                           |                                                                             |
| 2002  | Bologna         | Panathinaikos                                                               | 89 - 83                                                                     | Kinder Bologna                                                              | Benetton Treviso Maccabi Elite Tel Aviv                                     | Benetton Treviso Maccabi Elite Tel Aviv                                     | Benetton Treviso Maccabi Elite Tel Aviv                                     |                                                                             |
| 2003  | Barcelona       | FC Barcelona                                                                | 76 - 65                                                                     | Benetton Treviso                                                            | Montepaschi Siena                                                           | 79 - 78                                                                     | CSKA Moskou                                                                 |                                                                             |
| 2004  | Tel Aviv        | Maccabi Elite Tel Aviv                                                      | 118 - 74                                                                    | Skipper Bologna                                                             | CSKA Moskou                                                                 | 97 - 94                                                                     | Montepaschi Siena                                                           |                                                                             |
| 2005  | Moskou          | Maccabi Elite Tel Aviv                                                      | 90 - 78                                                                     | Tau Cerámica Vítoria                                                        | Panathinaikos                                                               | 94 - 91                                                                     | CSKA Moskou                                                                 |                                                                             |
| 2006  | Praag           | CSKA Moskou                                                                 | 73 - 69                                                                     | Maccabi Elite Tel Aviv                                                      | Tau Cerámica Vítoria                                                        | 87 - 82                                                                     | Winterthur FC Barcelona                                                     |                                                                             |
| 2007  | Athene          | Panathinaikos                                                               | 93 - 91                                                                     | CSKA Moskou                                                                 | Unicaja Málaga                                                              | 76 - 74                                                                     | Tau Cerámica Vítoria                                                        |                                                                             |
| 2008  | Madrid          | CSKA Moskou                                                                 | 91 - 77                                                                     | Maccabi Elite Tel Aviv                                                      | Montepaschi Siena                                                           | 97 - 93                                                                     | Tau Cerámica Vítoria                                                        |                                                                             |
| 2009  | Berlijn         | Panathinaikos                                                               | 73 - 71                                                                     | CSKA Moskou                                                                 | Regal FC Barcelona                                                          | 95 - 79                                                                     | Olympiakos Piraeus                                                          |                                                                             |
| 2010  | Parijs          | Regal FC Barcelona                                                          | 86 - 68                                                                     | Olympiakos Piraeus                                                          | CSKA Moskou                                                                 | 90 - 88                                                                     | KK Partizan                                                                 |                                                                             |
| 2011  | Barcelona       | Panathinaikos                                                               | 78 - 70                                                                     | Maccabi Electra Tel Aviv                                                    | Montepaschi Siena                                                           | 80 - 62                                                                     | Real Madrid                                                                 |                                                                             |
| 2012  | Istanbul        | Olympiakos Piraeus                                                          | 62 - 61                                                                     | CSKA Moskou                                                                 | FC Barcelona Regal                                                          | 74 - 69                                                                     | Panathinaikos                                                               |                                                                             |
| 2013  | Londen          | Olympiakos Piraeus                                                          | 100 - 88                                                                    | Real Madrid                                                                 | CSKA Moskou                                                                 | 74 - 73                                                                     | FC Barcelona Regal                                                          |                                                                             |
| 2014  | Milaan          | Maccabi Electra Tel Aviv                                                    | 98 - 86 (OT)                                                                | Real Madrid                                                                 | FC Barcelona                                                                | 93 - 78                                                                     | CSKA Moskou                                                                 |                                                                             |
| 2015  | Madrid          | Real Madrid                                                                 | 78 - 59                                                                     | Olympiakos Piraeus                                                          | CSKA Moskou                                                                 | 86 - 80                                                                     | Fenerbahçe Ülker                                                            |                                                                             |
| 2016  | Berlijn         | CSKA Moskou                                                                 | 101 - 96 (OT)                                                               | Fenerbahçe                                                                  | Lokomotiv-Koeban Krasnodar                                                  | 85 - 75                                                                     | Laboral Kutxa                                                               |                                                                             |
| 2017  | Istanbul        | Fenerbahçe                                                                  | 80 - 64                                                                     | Olympiakos Piraeus                                                          | CSKA Moskou                                                                 | 94 - 70                                                                     | Real Madrid                                                                 |                                                                             |
| 2018  | Belgrado        | Real Madrid                                                                 | 85 - 80                                                                     | Fenerbahçe Doğuş                                                            | Žalgiris Kaunas                                                             | 79 - 77                                                                     | CSKA Moskou                                                                 |                                                                             |
| 2019  | Vitoria-Gasteiz | CSKA Moskou                                                                 | 91 - 83                                                                     | Anadolu Efes                                                                | Real Madrid                                                                 | 94 - 75                                                                     | Fenerbahçe Beko                                                             |                                                                             |
| 2020  | Keulen          | competitie gestaakt en later definitief beëindigd vanwege de Coronapandemie | competitie gestaakt en later definitief beëindigd vanwege de Coronapandemie | competitie gestaakt en later definitief beëindigd vanwege de Coronapandemie | competitie gestaakt en later definitief beëindigd vanwege de Coronapandemie | competitie gestaakt en later definitief beëindigd vanwege de Coronapandemie | competitie gestaakt en later definitief beëindigd vanwege de Coronapandemie | competitie gestaakt en later definitief beëindigd vanwege de Coronapandemie |
| 2021  | Keulen          | Anadolu Efes                                                                | 86 - 81                                                                     | FC Barcelona                                                                |                                                                             | A❘X Armani Exchange Milano                                                  | 83 - 73                                                                     | CSKA Moskou                                                                 |
| 2022  | Belgrado        | Anadolu Efes                                                                | 58 - 57                                                                     | Real Madrid                                                                 | FC Barcelona                                                                | 84 - 74                                                                     | Olympiakos Piraeus                                                          |                                                                             |
| 2023  | Kaunas          | Real Madrid                                                                 | 79 - 78                                                                     | Olympiakos Piraeus                                                          | AS Monaco Basket                                                            | 78 - 66                                                                     | FC Barcelona                                                                |                                                                             |
| 2024  | Berlijn         | Panathinaikos AKTOR                                                         | 95 - 80                                                                     | Real Madrid                                                                 | Olympiakos Piraeus                                                          | 87 - 84                                                                     | Fenerbahçe Beko                                                             |                                                                             |
| 2025  | Abu Dhabi       | Fenerbahçe Beko                                                             | 81 - 70                                                                     | AS Monaco Basket                                                            | Olympiakos Piraeus                                                          | 97 - 93                                                                     | Panathinaikos AKTOR                                                         |                                                                             |

¹ opmerking: 2001 was een overgangsjaar, met de beste Europese teams verdeeld over twee competities, de SuproLeague werd gehouden door FIBA met als winnaar Maccabi Elite Tel Aviv, en de EuroLeague werd gehouden door ULEB met als winnaar Kinder Bologna.

## Winnaars aller tijden
| Cups | Club                 | In                                                               | Runner-up | In                                                         |
| ---- | -------------------- | ---------------------------------------------------------------- | --------- | ---------------------------------------------------------- |
| 11   | Real Madrid          | 1964, 1965, 1967, 1968, 1974, 1978, 1980, 1995, 2015, 2018, 2023 | 10        | 1962, 1963, 1969, 1975, 1976, 1985, 2013, 2014, 2022, 2024 |
| 8    | / CSKA Moskou        | 1961, 1963, 1969, 1971, 2006, 2008, 2016, 2019                   | 6         | 1965, 1970, 1973, 2007, 2009, 2012                         |
| 7    | Panathinaikos        | 1996, 2000, 2002, 2007, 2009, 2011, 2024                         | 1         | 2001                                                       |
| 6    | Maccabi Tel Aviv     | 1977, 1981, 2001, 2004, 2005, 2014                               | 9         | 1980, 1982, 1987, 1988, 1989, 2000, 2006, 2008, 2011       |
| 5    | Pallacanestro Varese | 1970, 1972, 1973, 1975, 1976                                     | 5         | 1971, 1974, 1977, 1978, 1979                               |
| 3    | Olympiakos Piraeus   | 1997, 2012, 2013                                                 | 6         | 1994, 1995, 2010, 2015, 2017, 2023                         |
| 3    | Olimpia Milano       | 1966, 1987, 1988                                                 | 2         | 1967, 1983                                                 |
| 3    | SKA Riga             | 1958, 1959, 1960                                                 | 1         | 1961                                                       |
| 3    | / KK Split           | 1989, 1990, 1991                                                 | 1         | 1972                                                       |
| 2    | FC Barcelona         | 2003, 2010                                                       | 6         | 1984, 1990, 1991, 1996, 1997, 2021                         |
| 2    | Kinder Bologna       | 1998, 2001                                                       | 4         | 1981, 1999, 2002, 2004                                     |
| 2    | Fenerbahçe           | 2017, 2025                                                       | 2         | 2016, 2018                                                 |
| 2    | Anadolu Efes         | 2021, 2022                                                       | 1         | 2019                                                       |
| 2    | Pallacanestro Cantù  | 1982, 1983                                                       | 0         |                                                            |
| 2    | Cibona Zagreb        | 1985, 1986                                                       | 0         |                                                            |
| 1    | / Dinamo Tbilisi     | 1962                                                             | 1         | 1960                                                       |
| 1    | Joventut Badalona    | 1994                                                             | 1         | 1992                                                       |
| 1    | Žalgiris Kaunas      | 1999                                                             | 1         | 1986                                                       |
| 1    | Bosna Sarajevo       | 1979                                                             | 0         |                                                            |
| 1    | Virtus Roma          | 1984                                                             | 0         |                                                            |
| 1    | KK Partizan          | 1992                                                             | 0         |                                                            |
| 1    | Limoges CSP          | 1993                                                             | 0         |                                                            |
| 0    | Akademik Sofia       |                                                                  | 2         | 1958, 1959                                                 |
| 0    | AS Monaco Basket     |                                                                  | 1         | 2025                                                       |

## Per land
| Cups | x clubs | Land        |
| ---- | ------- | ----------- |
| 14   | 3       | Spanje      |
| 13   | 5       | Italië      |
| 10   | 2       | Griekenland |
| 8    | 3       | Sovjet-Unie |
| 7    | 4       | Joegoslavië |
| 6    | 1       | Israël      |
| 4    | 1       | Rusland     |
| 4    | 2       | Turkije     |
| 1    | 1       | Frankrijk   |
| 1    | 1       | Litouwen    |